# Mâlain
Mâlain település Franciaországban, Côte-d’Or megyében. Lakosainak száma 782 fő (2022. január 1.). Mâlain Ancey, Sainte-Marie-sur-Ouche, Prâlon, Savigny-sous-Mâlain, Baulme-la-Roche és Fleurey-sur-Ouche községekkel határos.

## Népesség
A település népességének változása:
| Lakosok száma | 564  | 554  | 660  | 679  | 730  | 737  | 747  | 783  | 784  | 782  |
|               | 1968 | 1982 | 1990 | 2006 | 2013 | 2015 | 2017 | 2019 | 2020 | 2022 |